# Agobardo
San Agobardo o Agobardo de Lyon (¿Cataluña?, España, 779 - Saintes, Francia, 6 de junio de 840) fue un escritor y prelado español, ilustrador del imperio carolingio y más tarde elegido obispo de Lyon en 813.

## Biografía
Agobardo fue un oponente de Félix de Urgel y el adopcionismo (obra Liber Adversus Dogma Felicis Urgellensis), y de los judíos (obra De Insolentia Judeorum). Denunció el culto a las imágenes, la consagración de templos a los santos y las prácticas litúrgicas sin base bíblica. Muerto en 840, su festividad se celebra el 6 de junio.

## Obra
- Ad Matfredum Precerem Palatii Deploratoria De Injustitiis
- Carmina
- Chartula
- Contra Insulsam Vulgi Opinionem De Grandine Et Tonitruis[4]
- Contra Libros Quatuor Amalarii Abbatis
- Contra Objectiones Fredigisi Abbatis
- Contra Praeceptum Impium De Baptismo Judaicorum Mancipiorum
- De Baptismo Judaicorum Mancipiorum
- Cavendo Convictu Et Societate Judaica
- De Comparatione Regiminis Ecclesiastici Et Politici
- De Divisione Imperii Francorum Inter Filios Ludovici Imperatoris
- De Insolentia Judeorum
- De Judaicis Superstitionibus
- De Modo Regiminis Ecclesiastici
- De Privilegio Et Jure Sacerdotii
- De Quorundam Inlusione Signorum
- Elogia
- Epistola Ad Ebbonem Episcopum De Spe Et Timore
- Liber Adversus Dogma Felicis Urgellensis
- Liber Adversus Legem Gundobadi
- Liber Apologeticus Pro Filiis Ludovici Pii Imperatoris Adversus Patrem
- Liber De Correctioine Antiphonarii
- Liber De Despensatione Ecclesiasticarum Rerum
- Liber De Divina Psalmodia
- Liber De Divinis Sententiis Digestus
- Sermo Exhortatorius Ad Plebem De Fidei Veritate
- Vita Operaque